# Гаджи Мухаммед Казим Мелик эт-Туджар
Гаджи Мухаммед Казим Мелик эт-Туджар (перс. حاجي کاظم ملک‌التجار‎) — персидский финансист и меценат, представитель азербайджанского рода Мелик.

## Биография
Гаджи Мухаммед Казим родился в 1850 году в городе Тебризе в семье Ага Гаджи Мухаммед Мехти. Получил среднее и высшее образование в Тегеране. Перед молодым Мухаммед Казимом, благодаря успешному бизнесу отца, который, помимо традиционного для тебризцов коврового дела, занимался торговлей солю и основал банковский дом, открывались хорошие перспективы для получения блестящего образования.
В.А.Косоговский пишет: "Всеми этими междоусобиями воспользовались враги английского банка, главным образом мелкие базарные банкиры (саррафы), и обратились к Хаджи Малек-Туджару, т. е. к "царю купцов", купеческому голове не только Тегерана, но и всего Азербайджана, из которого он сам родом.
Хаджи Малек-Туджар — человек весьма популярный и имеющий огромную партию, состоящую из очень богатых купцов (больше азербайджанских) и многих главных моджтахедов, в том числе и наиболее могущественного в данное время моджтахеда Хаджи Мирза Хасана Аштиани. Это тот самый Хаджи Малек-Туджар, с помощью которого вышеупомянутый моджтахед Хаджи Мирза Хасан  Аштиани в 1893 г. поднял бунт по поводу английской табачной монополии при следующих характерных обстоятельствах. Главный моджтахед всех шиитов всего земного шара, живший в Неджефе (близ Кербелы), Хаджи Мирза Хасан Ширази, известный в народе под именем просто Джанабе-мирза и носивший титул "имам-е аср", т. е. "современный наместник пророка", получив от вышеупомянутого Хаджи Малек-Туджара подробные сведения о замыслах англичан при помощи табачной монополии захватить в свои руки всю Персию, немедленно, несколькими словами, начертанными на арабском языке, запретил всем шиитам земного шара курение табака и запрет этот прислал тому же Хаджи Малек-Туджару. Последний предъявил подлинник моджтахеду Хаджи Мирза Хасану Аштиани, а копии разослал по всей Персии с баснословной быстротой; при этом Хаджи Малек-Туджар назначил для всей Персии один и тот же день и час для объявления приговора Кербелайского моджтахеда...
Объяснив Хаджи Малек-Туджару критическое положение английского банка, саррафы просили его заступиться за них и сделать какую-нибудь пакость английскому банку. А в это время английский банк был действительно в безвыходном положении, ибо, не получая в течение 15 дней новой серебряной монеты, израсходовал весь её наличный запас. Вот в этот-то критический для английского банка момент Хаджи Малек-Туджар созвал к себе несколько купцов-сейидов (потомков пророка Мохаммеда с зелеными чалмами), как имеющих большое значение в глазах народа и действующих неизмеримо нахальнее других, и, снабдив их крупными банковскими билетами на сумму свыше 10 тыс. туманов, направил их всех сразу в отделение английского банка, в караван-сарай Амир. Одновременно с первой толпой Хаджи Малек-Туджар направил другую толпу, также снабженную массой крупных кредитных билетов, в самый английский банк на майдане Топхане (Артиллерийской площади). Все эти кредиторы одновременно начали настойчиво требовать немедленного размена их бумаг на серебро. Ни банк не был в состоянии дать всей требуемый серебряной монеты, ни банковские приемщики не успевали исполнять требования наглых предъявителей, и начался беспорядок".
Гаджи Мухаммед Казим Мелик эт-Туджар умер в 1948 году в Мешхеде.